# Heinrich von Jülich
Heinrich von Jülich (* im 13. Jahrhundert; † vor dem 14. Juli 1343) war päpstlicher Gesandter und Domherr in verschiedenen Bistümern.

## Leben
Heinrich von Jülich war ein unehelicher Sohn des Grafen Gerhard V. von Jülich (1297–1328). Er reiste im Auftrag des Papstes Johannes XXII., der in Avignon residierte. Heinrich wurde hierfür mit zahlreichen Benefizien belohnt. Am 2. Juni 1323 erhielt er eine päpstliche Zusage auf ein Kanonikat in Münster. Im Februar 1327 wurde Heinrich die Domdechanei in Halberstadt vom Papst übertragen. Am 8. August 1327 gab Papst Johannes allen Patriarchen, Bischöfen, Erzbischöfen und Fürsten den Befehl, Heinrich gut aufzunehmen, da dieser in seinem Auftrag reiste. Am 12. März 1328 erhielt er eine Zusage des Papstes auf eine Dompräbende in Fritzlar. Eine Woche später kam die Zusage auf ein Utrechter Kanonikat. Im Streit zwischen dem Kölner Erzbischof Heinrich und dem Gelderner Grafen Rainald war Heinrich im Auftrage des Papstes Vermittler und am 27. Juli 1332 als päpstlicher Gesandter beim österreichischen Herzog Albrecht II. Am 14. Juli 1343 bat der Kölner Priester Richardi de Tuycio um Übertragung des durch Heinrichs Tod frei gewordene Kanonikat zu St. Cassius in Bonn.
Gesandtschaften beim Papst in Avignon
- 10. März 1326 Gesandter des Grafen Johann von Nassau
- 15. Juli 1327 Gesandter des Grafen von Jülich
- 8. August 1327 als Prokurator des Elekten Otto von Magdeburg
- Ende 1328 Gesandter des Gelderner Grafen